# Utan lots
Utan lots var en svensk humorgrupp som bildades 1974 och var verksam under några år på 1970-talet. Utan lots upptäcktes på ett artistforum, vilket ledde till 55 folkparksjobb sommaren 1975.
Gruppen bestod av Claes Eriksson, Kerstin Granlund, Mats Wedin, Kent Fredriksson och Ragnar Lång.
Claes Eriksson och Kerstin Granlund bildade senare tillsammans med Claes lillebror Anders Eriksson gruppen Galenskaparna.